# Lohnabfüllung
Die Lohnabfüllung ist ein Prozess, in dem private Unternehmer oder Unternehmen die Abfüllung, Etikettierung und Verpackung ihres Produktes an eine andere Firma, den Lohnabfüller, ausgliedern.

## Gründe für die Lohnabfüllung
Lohnabfüllungen sind etwa in der Kosmetik-, Chemie-, Pharma- und Getränkeindustrie üblich. Firmen vergeben die Abfüllung an externe Dienstleister sowohl um Zeit, Platz, Kapital und Geld zu sparen, als auch um die Expertise der Lohnabfüllungsfirma in Anspruch zu nehmen. Dies erlaubt den Auftraggebern, sich auf wesentliche Bereiche ihres Unternehmens und auf den Verkauf ihres Produktes zu konzentrieren. Eine Lohnabfüllungsfirma kann in manchen Fällen den ganzen Herstellungsprozess des Produktes übernehmen, was jedoch auf ihre Expertise ankommt. Der Herstellungsprozess kann die Entwicklung der Rohware, das Mischen der Bestandteile, das Abfüllen, Etikettieren und Verpacken einschließen.

## Zertifizierungen
Manche Kunden erwarten von dem Lohnabfüller eine zertifizierte Produktion oder Behandlung ihres Produktes. Der Lohnabfüller hat die Möglichkeit, eine solche Zertifizierung zu erlangen.
Häufige Zertifizierungen
- GMP[4]
- HACCP[5]
- ISO 9001

## Verträge
Normalerweise wird ein Dienstvertrag zwischen dem Kunden und dem Lohnabfüller geschlossen. Besondere Anforderungen des Kunden wie die Bestandteile des Produktes, der Herstellungsprozess, das Verpacken, das Etikettieren und das Lagern des Produktes werden vertraglich festgelegt. Weitere Bestandteile des Vertrages können Zahlungsweise und Lieferungszeitraum des fertigen Produktes sein.